# Pasionaria (filme)
Pasionaria é um filme policial produzido no México, dirigido por Joaquín Pardavé e lançado em 1952.